# Kabufuda
Kabufuda (株札?) è il termine con cui si denomina uno speciale mazzo di carte giapponesi utilizzato per giochi d'azzardo come Oicho-Kabu, Sutda, Kingo e Sota.

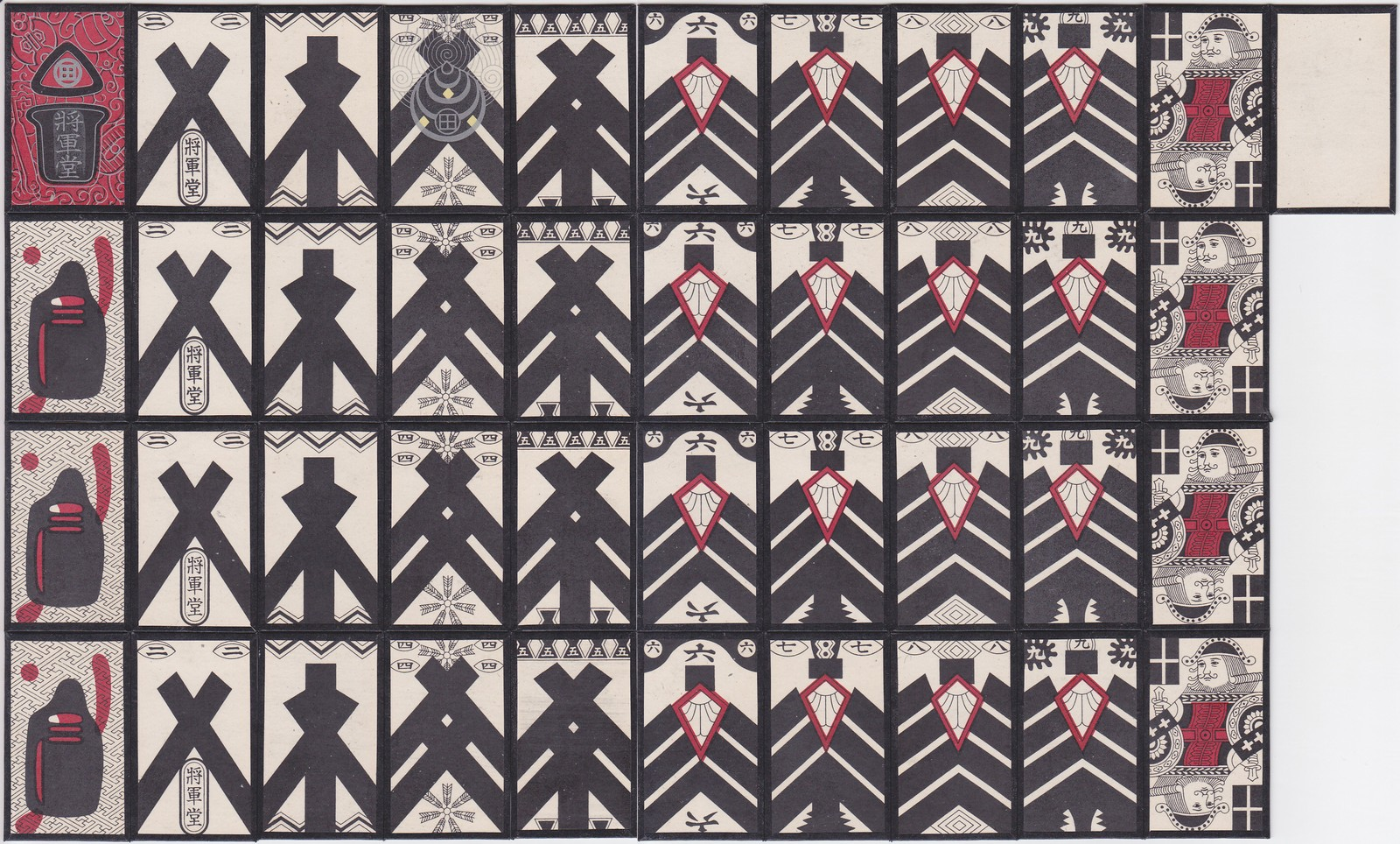
Il mazzo Kabufuda

Le carte Kabufuda, come le carte "sorelle" Hanafuda ("Carte dei fiori"), sono più piccole e spesse rispetto alle carte tradizionali occidentali. Un mazzo contiene 40 carte, con disegni rappresentanti i numeri da 1 a 10, quattro carte per ogni numero.
Proprio come le carte Hanafuda, le Kabufuda fanno parte dei mazzi di carte tradizionali Karuta. Dato che, nei giochi Kabu, il seme non ha importanza, nel XIII secolo tutti i mazzi divennero a seme unico.
Come nel gioco Baccarà, l'obiettivo comune di molti di questi giochi è quello di totalizzare un punteggio il più possibile vicino a 9. I primi mazzi di Kabufuda avevano tre serie di figure, ma dato che non avevano nessun valore, sono state man mano messe da parte, mantenendo solamente la carta rappresentante il Jack (o Fante).
Si crede che la parola "Kabu" derivi dalla parola portoghese cavo che indica un "palo", o meglio, una scommessa.
Strettamente imparentati sono i giochi Gabo dove vengono utilizzate le carte Coreane Tujeon e l'indiano Komi, dove vengono utilizzate le carte Ganjifa.